# Juan Rodríguez de Fonseca

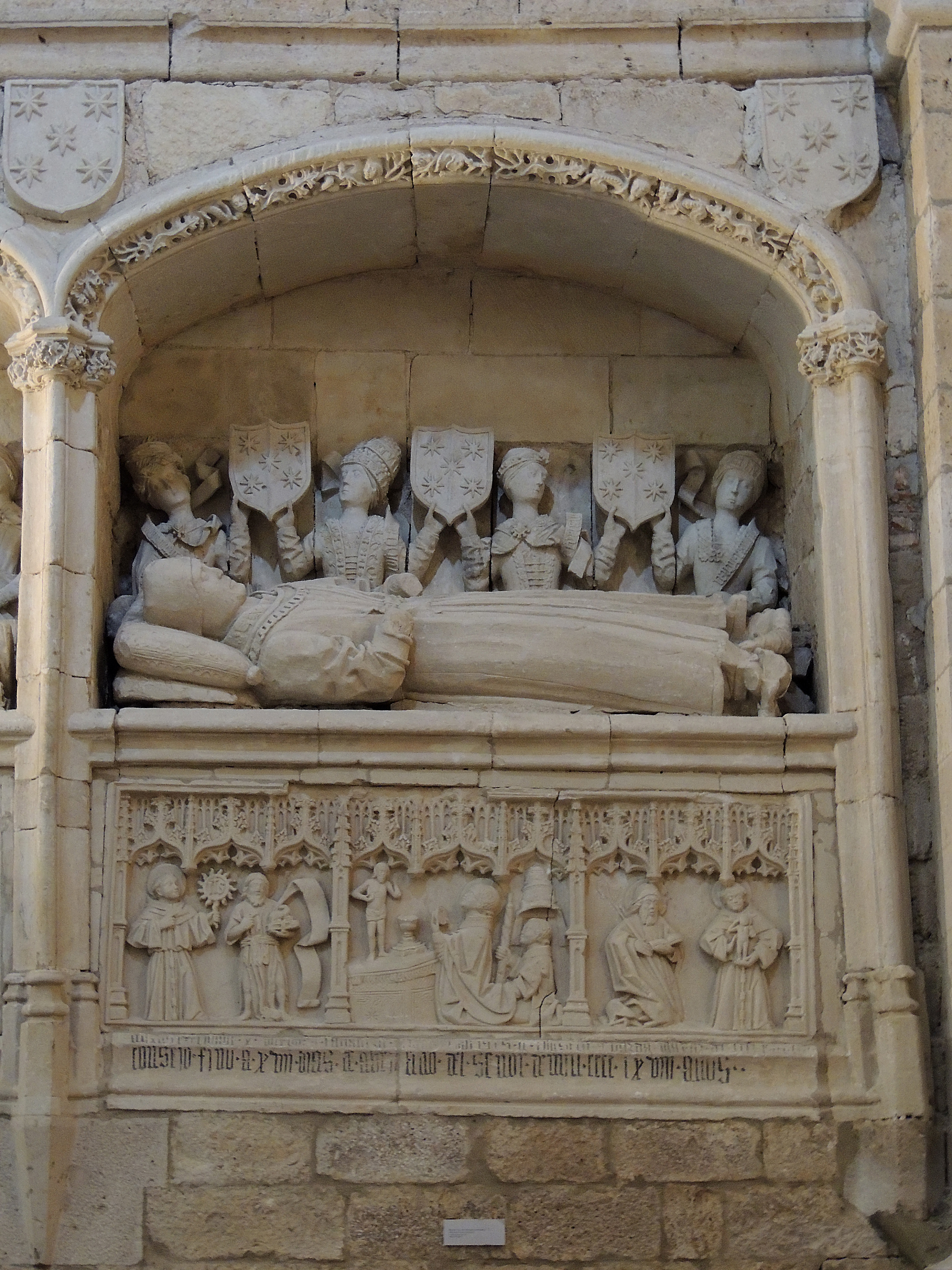
Kenotaph Fonsecas in der Kollegiatkirche von Toro

Juan Rodríguez de Fonseca (* 1451 in Toro; † 4. März 1524 in Burgos) war ein spanischer Staatsmann und Bischof in der Frühzeit der Entdeckungen und Eroberungen.

## Leben

### Bischofswürden
Fonseca war Kaplan der Königin Isabella I. von Kastilien und wurde im Jahr 1494 zum Bischof von Badajoz ernannt, das er allerdings kaum sah. Später erhielt er die Diözesen von Córdoba (1499) und Palencia (1505). Im Jahr 1514 wurde er auf den angesehenen Bischofssitz von Burgos versetzt, wo er später auch starb.

### Tätigkeiten

#### Indienrat
Fonseca widmete seine Aufmerksamkeit den Staatsangelegenheiten. Er reiste in wichtigen diplomatischen Missionen für die Katholische Könige (reyes católicos) Isabella I. und Ferdinand II. Von 1493 bis kurz vor seinem Tod beauftragte er sämtliche Angelegenheiten, die die Entdeckung, Eroberung und Besiedlung der Neuen Welt betrafen. Er organisierte den Indienrat Consejo de Indias und die Casa de Contratación und stand mit den meisten spanischen Seefahrern und Konquistadoren des frühen 16. Jahrhunderts in Verbindung. Dabei verlor er nie seinen persönlichen Vorteil aus den Augen.

#### Gegenspieler von Kolumbus
Fonseca gehörte einer Untersuchungskommission an, die gegen Christoph Kolumbus ermittelte, weil dieser die Lage in der neuen Kolonie nicht im Griff hatte. Diese Kommission riet Isabella und Ferdinand, dem großen Entdecker alle Privilegien wieder zu entziehen. Die neu entdeckten Gebiete sollten direkt der Krone unterstellt werden. Kolumbus wurde seines Amtes enthoben und in Ketten nach Spanien geschickt. Dort wurde er zwar begnadigt, verlor jedoch seine Titel Vizekönig und Gouverneur, sowie seinen guten Ruf.

#### Gegenspieler von Cortés
Bischof Juan Rodríguez de Fonseca war neben Diego Velázquez de Cuéllar der härteste Gegenspieler von Hernán Cortés. Da Velázquez sich mit dem Bischof gut verstand und ihm einträgliche Ortschaften und Bergwerke auf Kuba gegeben hatte, setzte dieser sich energisch für Velázquez ein, als dieser ihn gegen Cortés um Hilfe bat. Da der Bischof dem Indienrat Consejo de Indias vorstand, nutzte er seine Macht und ließ die Boten, die Cortés an den Königshof sandte, ins Gefängnis werfen. Er unterschlug Briefe, verfälschte Informationen, versuchte Cristóbal de Tapia, einen Günstling, der seine Nichte geheiratet hatte, als Statthalter von Neuspanien einzusetzen, um auf diese Weise Cortés die Macht zu entreißen. Mit offiziellen Urkunden und Blanko-Schriftstücken traf Cristóbal de Tapia in Neuspanien ein. Diese Urkunden hatte Bischof Juan Rodríguez de Fonseca angeblich im Auftrag des Kaisers ausgestellt. In Veracruz ließen sich die Männer von Hernán Cortés nicht von diesen Dokumenten beeindrucken. Weil Cristóbal de Tapia nicht beweisen konnte, dass Kaiser Karl V. von der Machtübernahme in Neuspanien wusste, sagten sie ihm ins Gesicht, dass Bischof Juan Rodríguez de Fonseca dahinter stecke. Cortés half Cristóbal de Tapia mit Goldgeschenken über seine Enttäuschung hinweg und schickte ihn nach Santo Domingo zurück.
Der Bischof verhinderte den Nachschub mit Waffen, Soldaten und Pferden für Cortés von Sevilla nach Vera Cruz und soll sogar große Mengen Gold unterschlagen haben, das Cortés an den König schickte. Er zeigte Cortés vor Gericht an und überschüttete ihn mit Prozessen, die den Konquistador über Jahre beschäftigten.